# Templo de Santo Domingo (Puebla)

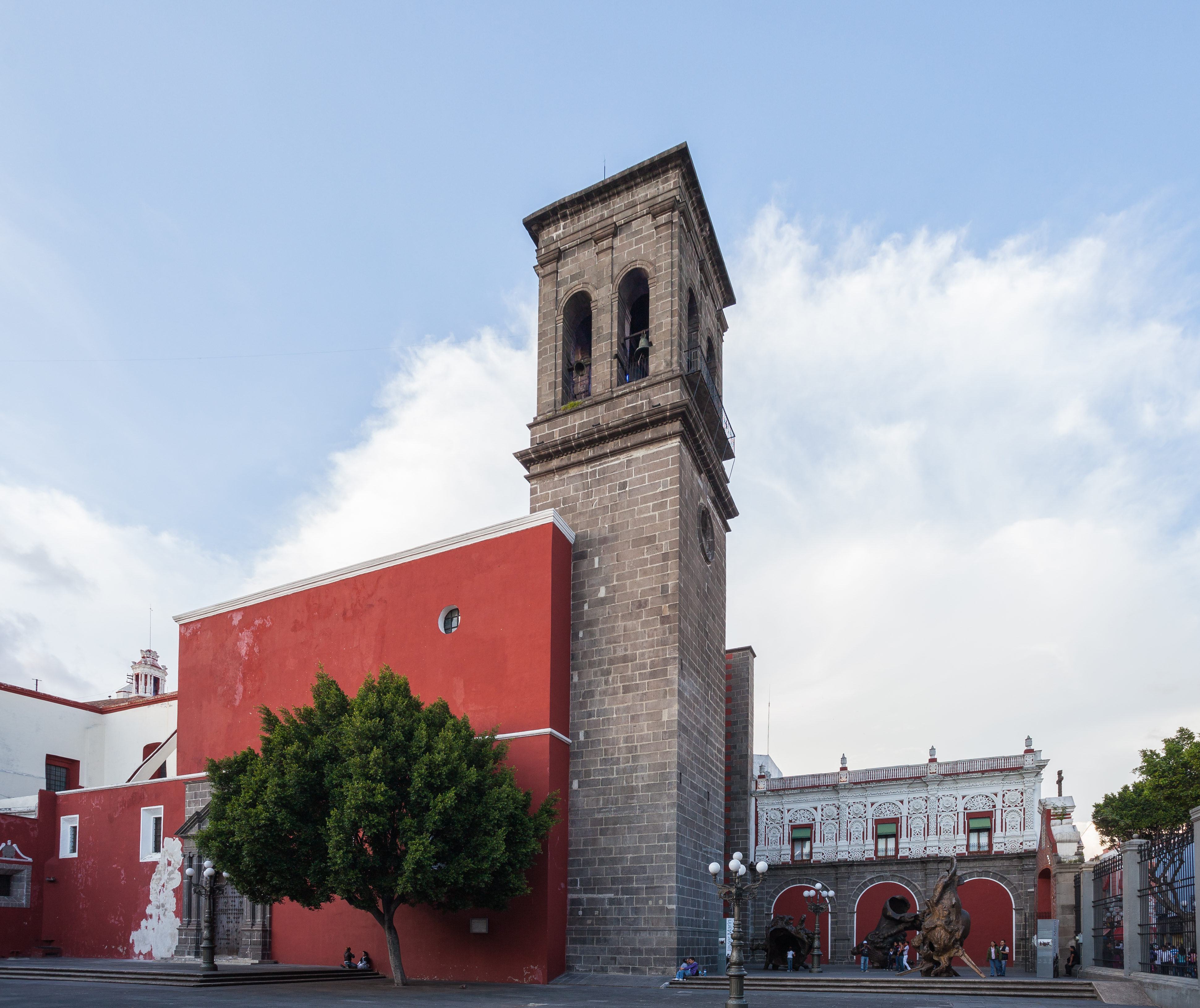
Vista exterior.

El templo conventual de Santo Domingo de Guzmán es una Iglesia católica que pertenece a la jurisdicción eclesiástica de la Provincia de Santiago de México, de la orden de Predicadores, dentro de la arquidiócesis de la ciudad de Puebla, bajo la advocación de san Miguel Arcángel. Comunica el cuerpo del templo con la gran capilla del Rosario espléndido ejemplo del barroco novohispano, considerada en su tiempo como la “octava maravilla del mundo”. Está ubicado en la avenida 5 de mayo y 4 poniente del Centro Histórico.

## La fundación del templo conventual

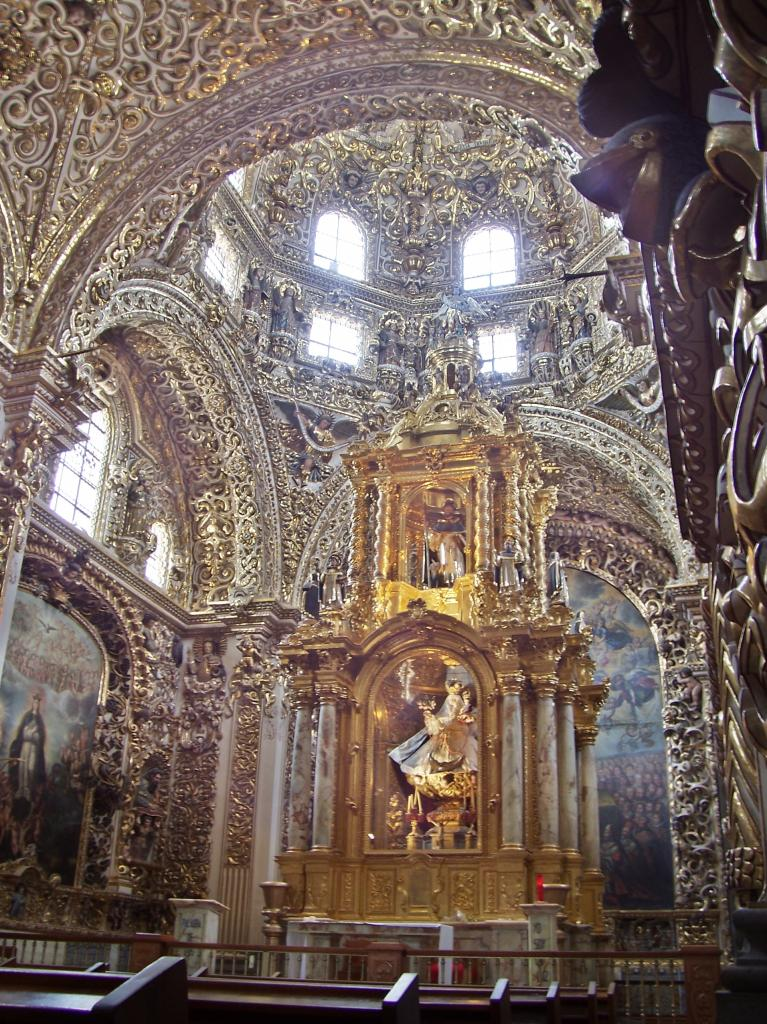
Los dominicos dedicaron una capilla a la Virgen del Rosario, que pronto fue considerada la octava maravilla del Nuevo Mundo, y más recientemente El Relicario de América, es hoy una joya del barroco novohispano.

La orden de los predicadores dominicos fue la segunda en llegar a México en 1526, y en abril de 1534 ya residía en Puebla un vicario de la orden de Santo Domingo.
Fue fray Julián Garcés miembro de esta orden quien fue nombrado como primer obispo de Tlaxcala con sede en Puebla y el primero que tuvo América quien concedió a sus religiosos, en la recién fundada ciudad, unos solares destinados para su Iglesia Mayor.
A fines de 1534, de acuerdo a una solicitud de la ciudad a la Real Audiencia, ya tenían una iglesia provisional y estaban en proceso de construir una grande pero que formalmente comenzó en 1571 y en la que intervino el arquitecto Francisco Becerra mismo al que se debe la traza de la Catedral Angelopolitana.
El convento recibió una merced de agua en 1549 cuando los frailes dominicos hallaron manantiales cerca del camino a Tlaxcala y abrieron en 1551 tres derrames o fuentes de las que se surtió la ciudad.
Según Carrión, el templo se comenzó en 1571 para terminarse, excepto la cúpula y la torre, en 1611. Pero una inscripción en el piso del templo parece contradecirlo: "ACABOSE AÑO DE 1659". Posteriormente se agregó con letras modernas "SE REFORMÓ 1901" refiriéndose a la transformación del piso entarimado del templo en las lajas de Sto Tomás que actualmente se observan.
La Capilla del Rosario, que merece un tema parte, se inauguró en 1690, y la torre, el último elemento arquitectónico en emprenderse en 1801 nunca se concluyó.

## Características
La planta es una nave en forma de cruz latina, sin cúpula, el transepto conduce a la suntuosa Capilla del Rosario. 

### La Fachada

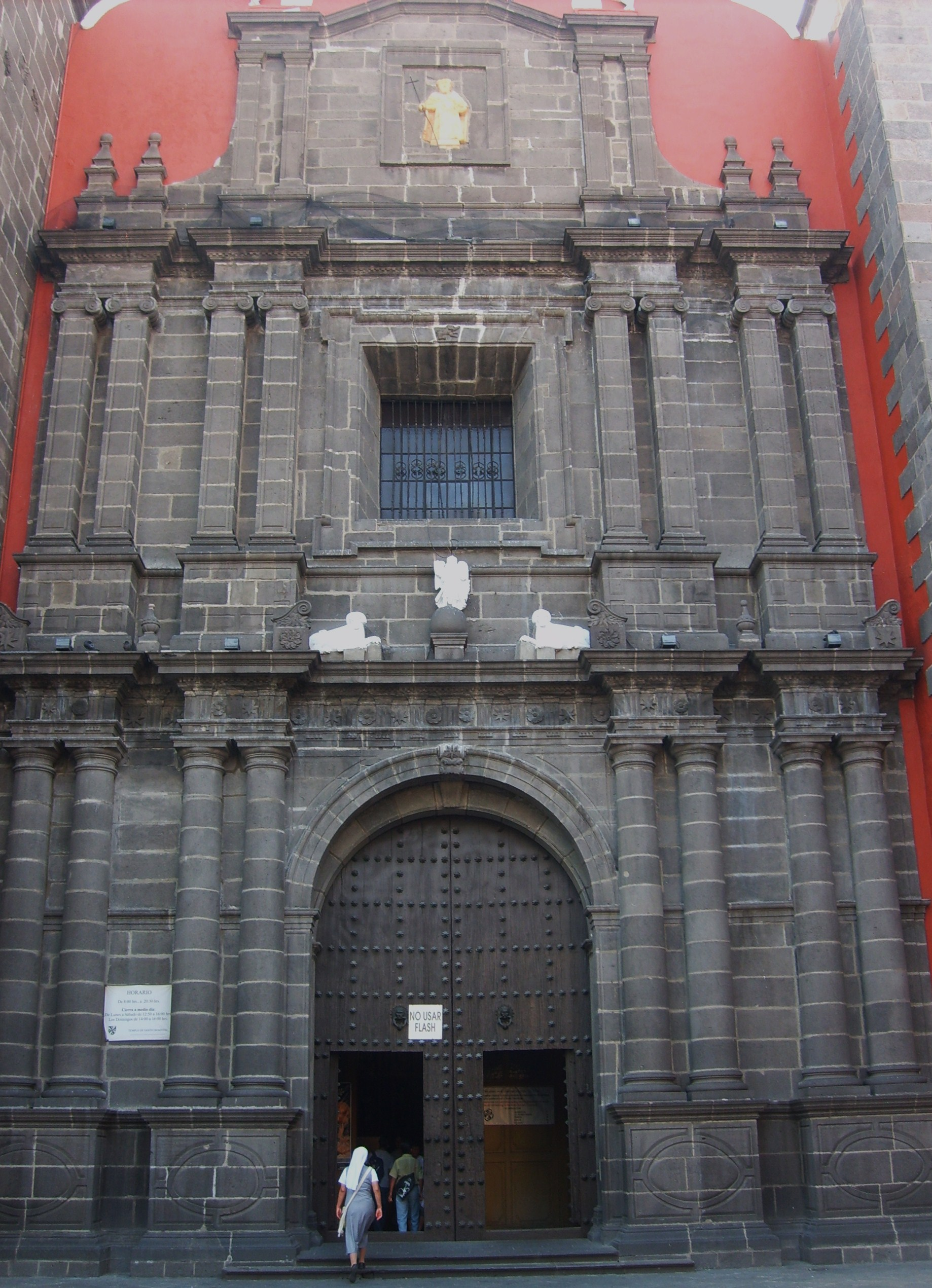
La Portada en cantera gris del templo dominico.

La portada en cantera gris es de estilo purista ejemplo de las pocas fachadas de este estilo en México. 
Consta de dos secciones con remate, en la primera, al lado del arco se yerguen adosadas dos pares de columnas toscanas. La segunda con dos pares de columnas lisas que flanquean una gran ventana cuadrada y abajo de ella una imagen de San Miguel en mármol. En el remate de la fachada hay una estatua de Santo Domingo en mármol de Tecáli y arriba una cruz griega, el escudo de la orden dominica rodeada de un rosario. Está flanqueada por dos perros con una antorcha en el hocico y un globo entre los pies, símbolo de su fundador.

### La portería del Convento

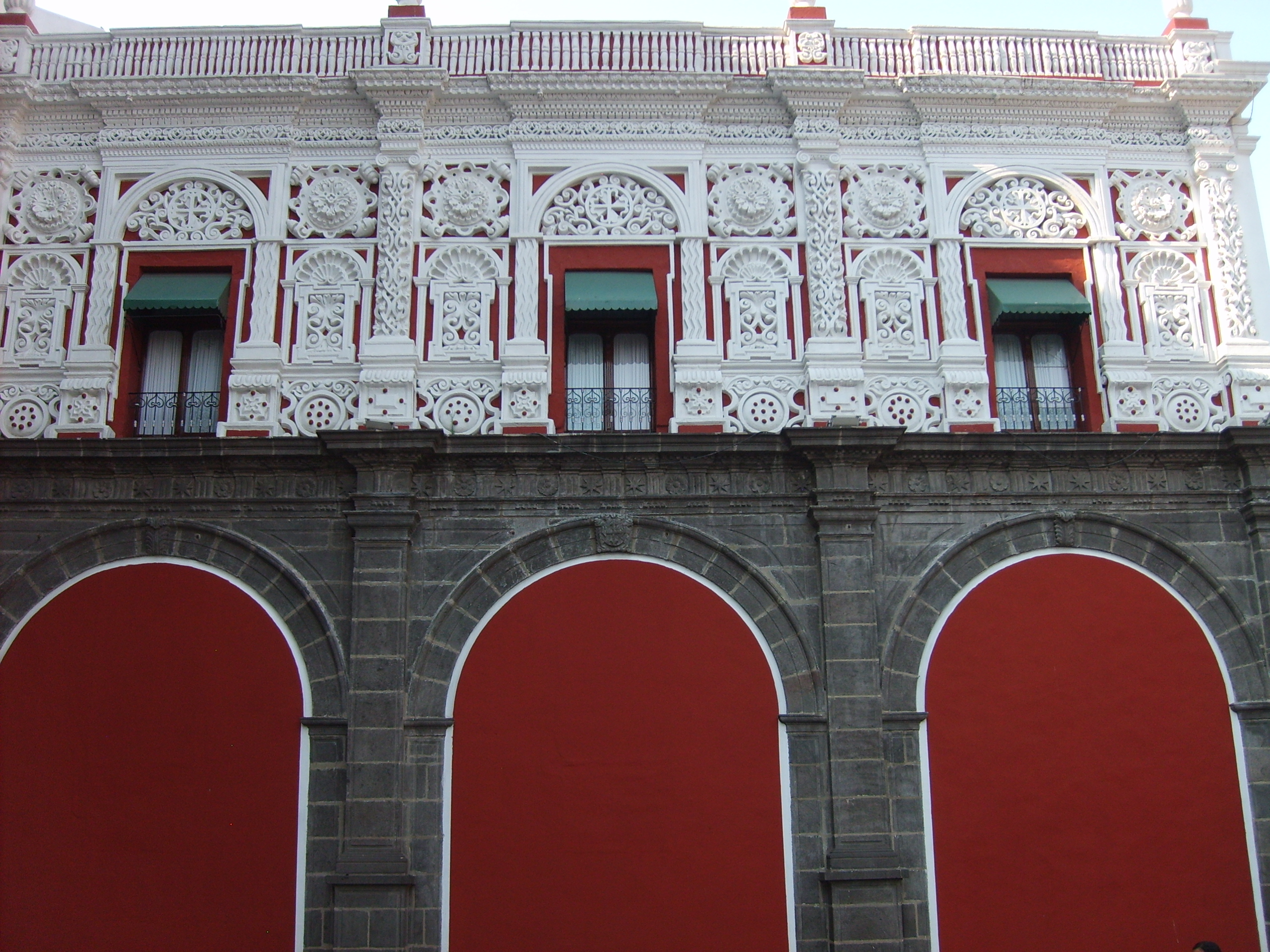
La antigua portería del Convento de Santo Domingo

Haciendo ángulo con la fachada del templo se halla la antigua portería del convento, guardando el estilo de todos los templos conventuales, hoy forma parte del Museo José Luis Bello y Zetina, pues dejó de ser parte del conjunto arquitectónico al ser enajendos los bienes por virtud de las Leyes de Reforma, fue adquirido entonces por el acaudalado comerciante José Luis Bello y Acedo quien a su vez lo heredo a su hijo José Luis que lo conservó hasta 1968, año en que murió y actualmente alberga su colección de arte. 
Esta fachada, ejemplo del más bello barroco poblano de exteriores, albergaba al Portal de Peregrinos y en su interior la Capilla de Profundis que servía para el entierro de los religiosos, actualmente se observan sus tres arcos tapados y en la parte alta con exuberante decoración manierista las ventanas hoy convertidas en balcones.

### Adornos
En ambos brazos del transepto se hallan ricos retablos churriguerescos y en el lado de la epístola, en gran formato, una pintura atribuida a Alonso López de Herrera que representa el Tránsito de Santo Domingo.

### El atrio

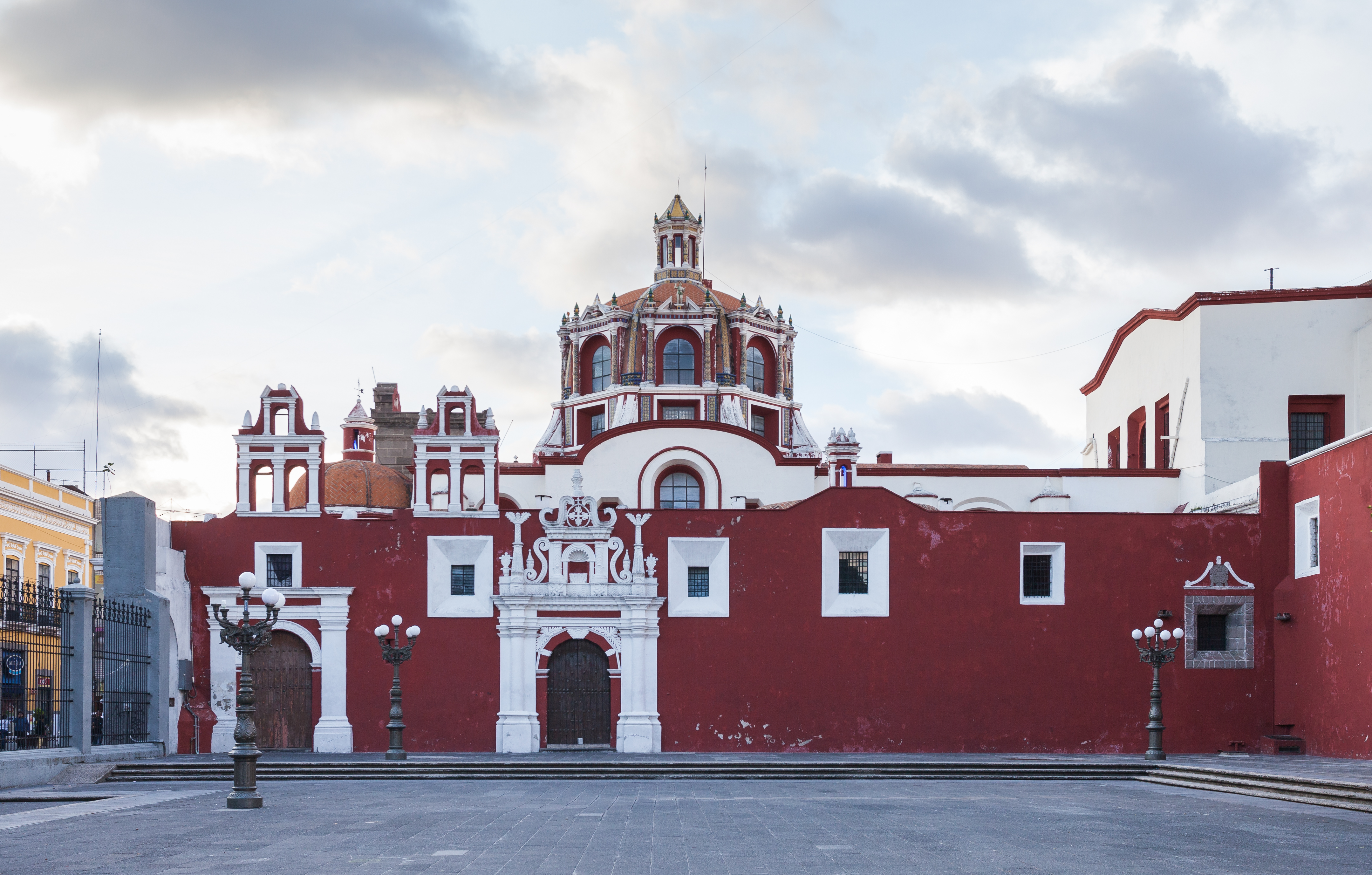
Atrio de la iglesia.

El amplio patio fue enlosado de laja labrada en 1780 y antiguamente estaba cercado con paredes. Hasta 1826 era costumbre de hacer en el atrio una representación de la batalla entre moros y cristianos que aún hoy se representa en algunos pueblos y vecindades. 

En el atrio se ponian dos mal formados navíos encohetados y con ruedas, en uno don Juan de Austria, hermano de Felipe II y víctor (vencedor) en la Batalla naval de Lepanto (1571) contra los turcos, y en otro los moros. LLegaba Ntra. Señora del Rosario, que salía de Catedral y esperaba en la puerta, mirando para adentro. Encendían los cohetes que hacian mucho estruendo, y concluido, salía don Juan de Austria de su buque, ya vencedor, iba dar gracias a Ntra. Señora y se retiraba la imagen.

 En 1873, con la pérdida de espacios que resultó de la desamortización de los bienes eclesiásticos su atrio fue fraccionado para servir de comercios, formando un pequeño callejón entre el templo y aquellas construcciones. En 1986, el gobierno del Estado junto con el Ayuntamiento le devolvieron a la ciudad el espacio del atrio con su esplendor original.